# سوفي باشيني
سوفي باشيني (بالألمانية: Sophie Pacini)‏ (و. 1991  م) هي عازفة بيانو ألمانية، ولدت في ميونخ، تستخدم آلات بيانو.